# Mgq 719
mgq 719 (Ms. germ. quart. 719) ist die Signatur einer Sammelhandschrift in der Staatsbibliothek zu Berlin. Sie enthält mehrere Handschriften.
Dazu gehören:
- Hermann von Sachsenheim: Des Spiegels Abenteuer (mgq 719 Bl. 2–60)
- Das Königsteiner Liederbuch (mgq 719 Bl. 103–185)
- Hermann von Sachsenheim: Von der Grasmetzen (mgq 719 Bl. 196–200)